# Rue Charles-Leroy
La rue Charles-Leroy est une voie du 13e arrondissement de Paris, en France.

## Situation et accès
La rue Charles-Leroy est une voie publique située dans le 13e arrondissement de Paris. Partant de l'est, elle débute au carrefour de l'avenue de la Porte-de-Choisy, du boulevard Hippolyte-Marquès et de l'avenue de Verdun à Ivry-sur-Seine.
Elle se termine au croisement de la rue Voltaire au Kremlin-Bicêtre et de la rue des Châlets dans la même ville, marquant de plus la limite avec Ivry-sur-Seine.

## Origine du nom

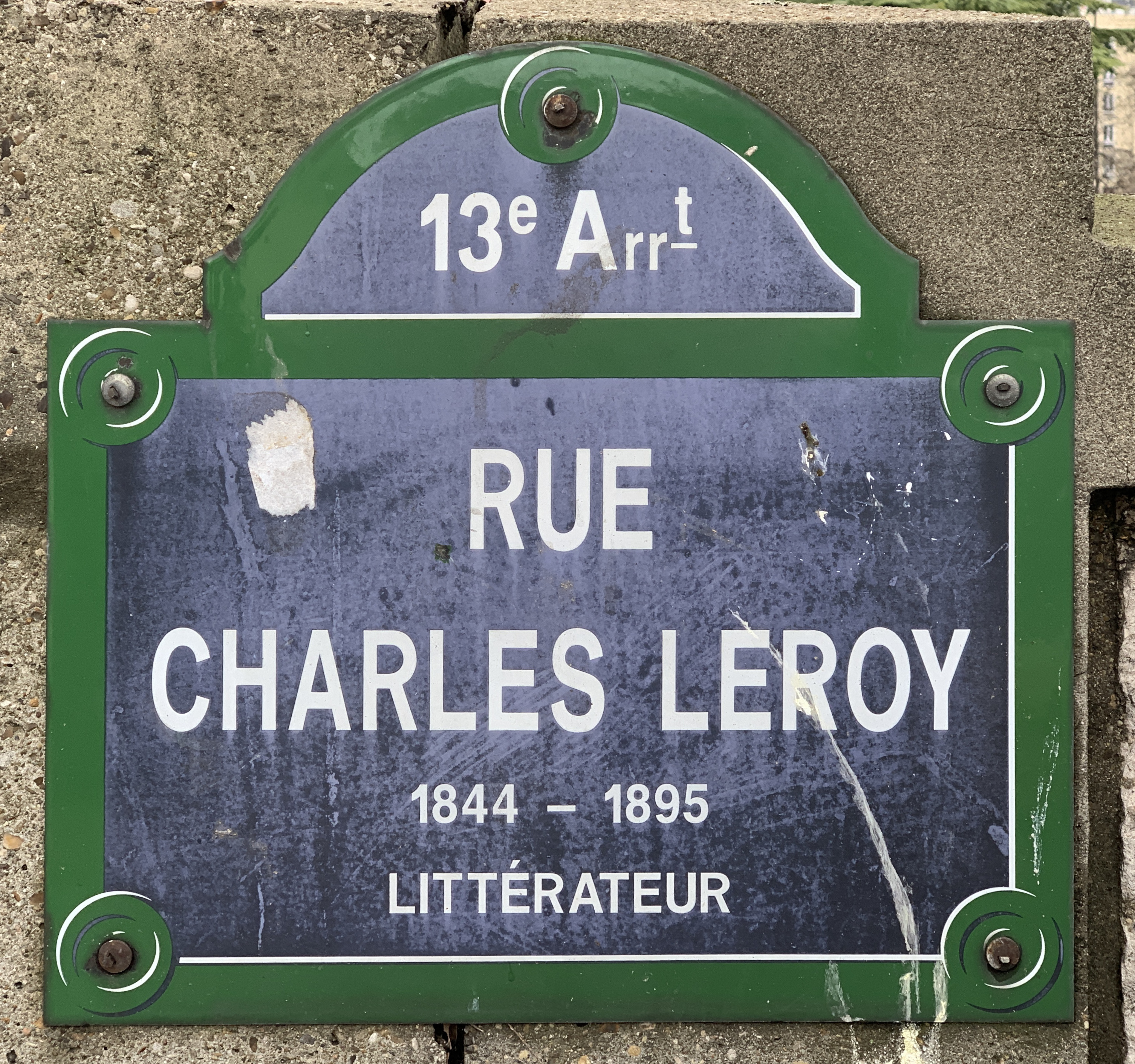
Plaque de la rue.

Elle a été nommée en l'honneur de Charles Leroy (1844-1895), littérateur.

## Historique
La rue a été annexée à Paris en 1929, puis scindée en deux par le boulevard périphérique.